# Hermann Poll
Hermann Poll (* 6. Dezember 1902 in Bielefeld; † 18. September 1990 in Düsseldorf) war ein deutscher Maler.

## Leben
Hermann Poll wurde als viertes von sieben Kindern des Lehrers und Konrektors Johann Hermann Poll und seiner Frau Magdalena (geb. Dohrenkamp) in Bielefeld geboren. Seine Kindheit wurde von einem gläubig-katholischen aber auch freizügigen Elternhaus geprägt. Nach seinem Abitur 1924 folgte ein Studium an der Kunstakademie Düsseldorf bei Wilhelm Herberholz, Heinrich Kamps und Heinrich Nauen. Dort hatte er unter anderem mit Otto Dix und Peter Janssen zu tun und pflegte Kontakt zu Mutter Ey, die die Künstlergruppe Das Junge Rheinland förderte.
1926 siedelte er nach Berlin zur Fortsetzung des Studiums an der Staatlichen Kunsthochschule bei Bernhard Hasler und Georg Walter Rössner. Drei Jahre später absolvierte er das Examen für das künstlerische Lehramt und wurde Meisterschüler von Hasler. In Berlin wurde er weiter von Max Liebermann und Paul Westheim gefördert. Bis 1931 arbeitete er freiberuflich und nahm an der Ausstellung Junge Künstler zwischen 1929 und 1931 teil. In dieser Zeit reiste er zum ersten Mal nach Italien, wodurch seine Kunst geprägt wurde. Es folgten später regelmäßige Aufenthalte vor allem auf der Insel Ischia. Er begegnete dort Werner Gilles, Eduard Bargheer, Max Peiffer Watenphul, Berthold Müller-Oerlinghausen, Jenny Wiegman und Gabriele Mucchi.
Von 1931 bis zur Schließung 1939 war Poll Kunsterzieher am Canisius-Kolleg in Berlin-Lietzensee. In diesen Jahren hatte er auch Kontakt zur Ateliergemeinschaft Klosterstraße mit Werner Heldt, Ludwig Kasper und Hermann Blumenthal. Ab 1935 teilte er sein Atelier mit seiner Schwester Christel in Berlin-Grunewald.
1937 wurden in der Aktion „Entartete Kunst“ aus der Städtischen Kunstsammlung Chemnitz seine Radierung „Konzert“ beschlagnahmt und vernichtet.
Im Jahr 1941 wurde er im Zuge des Zweiten Weltkrieges in die deutsche Wehrmacht einberufen. Er überstand den Krieg und reiste im Anschluss durch Deutschland (Ballenstedt, Bad Blankenburg, Bielefeld und Berlin). 1947 siedelte er dann nach Düsseldorf um, nahm eine Stelle als Kunsterzieher am Max-Planck-Gymnasium an. Des Weiteren wurde er Mitglied der Rheinischen Sezession, des Westdeutschen Künstlerbundes und des Künstlervereins Malkasten mit zahlreichen Ausstellungsbeteiligungen und Einzelausstellungen. Ab 1949 reiste er wieder mehrmals zur Insel Ischia, wo er einen zweiten Wohnsitz einrichtete. 1964 wurde ihm der Preis der Internationalen Kunstausstellung Tokyo überreicht.

## Werk
Hermann Polls frühe Arbeiten sind von der Düsseldorfer Malerschule vor dem Hintergrund der Malkultur der französischen Realisten geprägt. Mit Beginn der Italien-Reisen ab 1930 verändern sich die Bildthemen des Künstlers. Zunehmend beschäftigt ihn in der südlichen Landschaft das Spannungsfeld zwischen klassischer Antike und christlicher Kultur. Insoweit kann Polls Werk auch in der Nachfolge der Deutschrömer des 19. Jahrhunderts betrachtet werden. In oft lyrisch anmutenden Stillleben zeigt sich seine Sensibilität für die Farben des Südens, besonders bei den Landschaftsaquarellen, die die Übergänge zwischen Abstraktion und Figuration überspielen. In späteren Bildern und Pastellen finden sich Anregungen der französischen Malerei der nachimpressionistischen Zeit, zum Beispiel Leitbilder wie Robert Delaunay, Henri Matisse und die Pointilisten zitierend.

## Ausstellungen (Auswahl)
- 1930: „Ausstellung junger Künstler“, Ausrichter "Das Kunstblatt" im Reckendorfhaus Berlin, hier war Hermann Poll gleichzeitig mit Josef Steiner und Hilde Leest Mitglied der Jury[3]
- 1930: Akademie der Künste, Berlin
- 1931: Städtisches Kunsthaus, Bielefeld
- 1932: Große Westfälische Kunstausstellung, Münster
- 1946: 40 Jahre Bielefelder Kunst, Bielefeld
- 1949: Deutsche Maler sehen Italien, Kunsthalle Duisburg
- 1950: Atelier-Abend Poll in der Kunsthalle (Dr. Gurlitt), Kunstverein für die Rheinlande und Westfalen, Düsseldorf
- 1954: Kunstmuseum, Düsseldorf
- 1961: Große Kunstausstellung, Kunstpalast, Düsseldorf
- 1964: Internationale Kunstausstellung, Tokyo
- 1972: Haus am Lützowplatz, Kunstamt Tiergarten, Berlin
- 1978: Zwischen Widerstand und Anpassung – Kunst in Deutschland 1933–1949, Akademie der Künste, Berlin
- 1981: Berlin realistisch 1890 bis 1981, Berlinische Galerie, Berlin
- 1982: Stadtmuseum, Düsseldorf
- 2011: Hermann Poll. Bilder und Zeichnungen 1922–1987, Kunststiftung Poll, Berlin
- 2013: Begegnungen in Arkadien – Maler auf Ischia um 1950. Eduard Bargheer, Werner Gilles, Hermann Poll, Max Peiffer Watenphul, Bastion Kronprinz, Zitadelle Spandau, Berlin
- 2015: Hermann Poll. Bilder und Aquarelle, Galerie Vömel, Düsseldorf
- 2020: Sommertage auf Ischia. Die Maler Ulrich Neujahr, Eduard Bargheer und Hermann Poll, Salongalerie »Die Möwe«, Berlin[4]